# Pedicypraedia
Pedicypraedia là một chi ốc biển, là động vật thân mềm chân bụng sống ở biển trong họ Pediculariidae.

## Các loài
Các loài thuộc chi Pedicypraedia bao gồm:
- Pedicypraedia atlantica Lorenz, 2009[3]